# Kbs wz. 1996 Beryl
Das Kbs wz. 1996 Beryl oder Beryl wz. 96 ist das Standardgewehr der Polnischen Streitkräfte. Unter den Abkömmlingen des AK-47 zeichnet es sich durch seine hohe Verarbeitungsqualität aus, die dem des finnischen Sako M95 nahe kommt. Es wurde im Staatsauftrag von der Fabryka Broni „Łucznik“ produziert. Eine Weiterentwicklung ist als Kbk wz. 2002 BIN bekannt. Die Polnischen Streitkräften wollen das Gewehr durch das FB MSBS Grot ersetzen.
Das Gewehr verwendet das Kaliber 5,56 × 45 mm NATO und kann STANAG-Magazine aufnehmen. Eine verkürzte „Kommando“-Version existiert ebenfalls. Auf der Oberseite der Waffe ist eine Picatinny-Schiene für verschiedene Visiere angebracht.
Standardmäßig verfügt es über ein offenes Visier mit integrierter, tritiumbeleuchteter Zieloptik, die Zielen sowohl bei Tageslicht als auch bei Dämmerung ermöglicht. Der neu gestaltete ergonomische Pistolengriff und der modifizierte optionale Frontgriff sollen die Bedienbarkeit und Sicherheit erhöhen.

Neben der Möglichkeit, einen Unterbaugranatwerfer zu verwenden, können auch Gewehrgranaten verschossen werden.

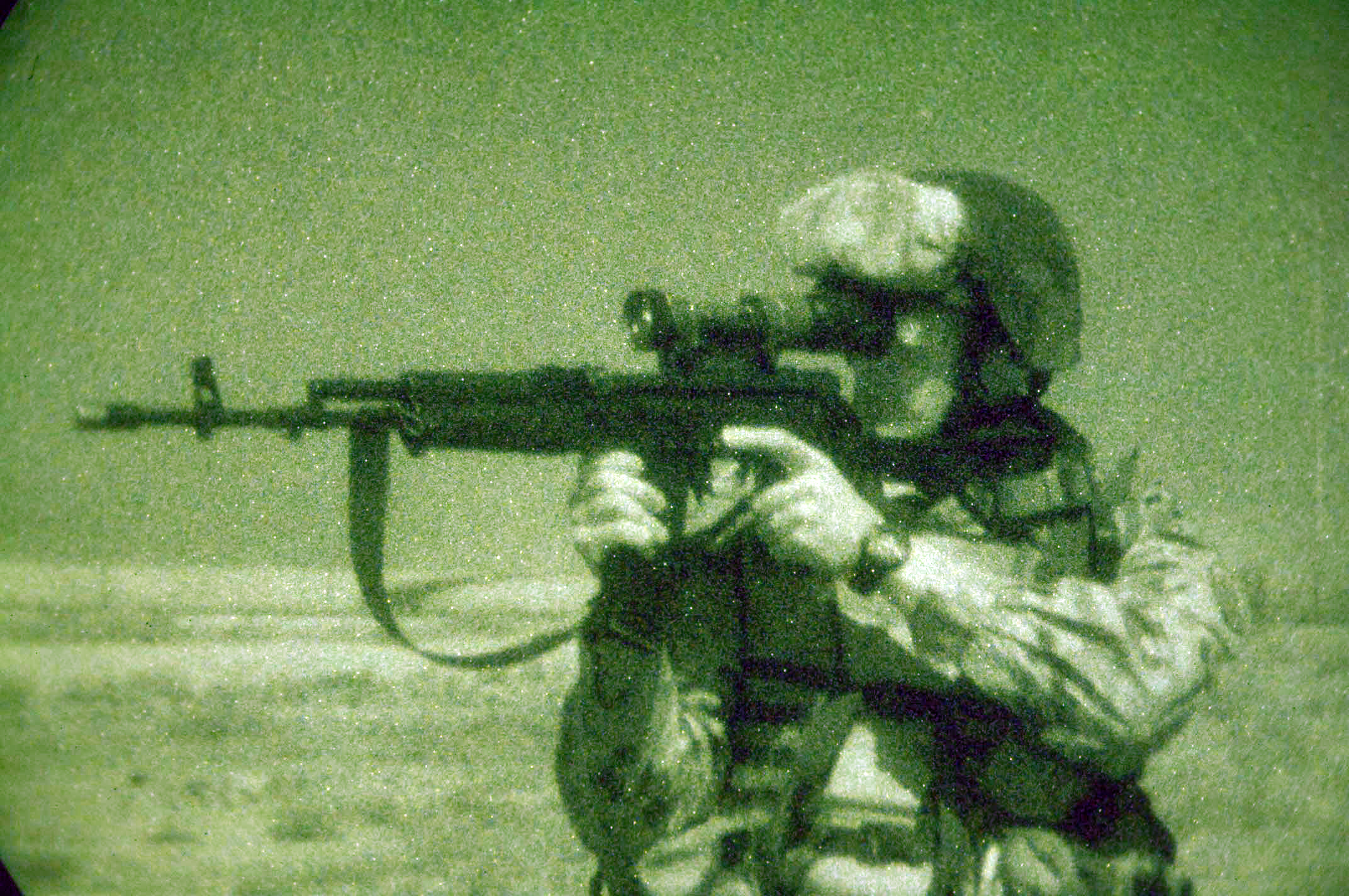
Beryl mit Nachtsichtzielfernrohr (Irak, 2005)
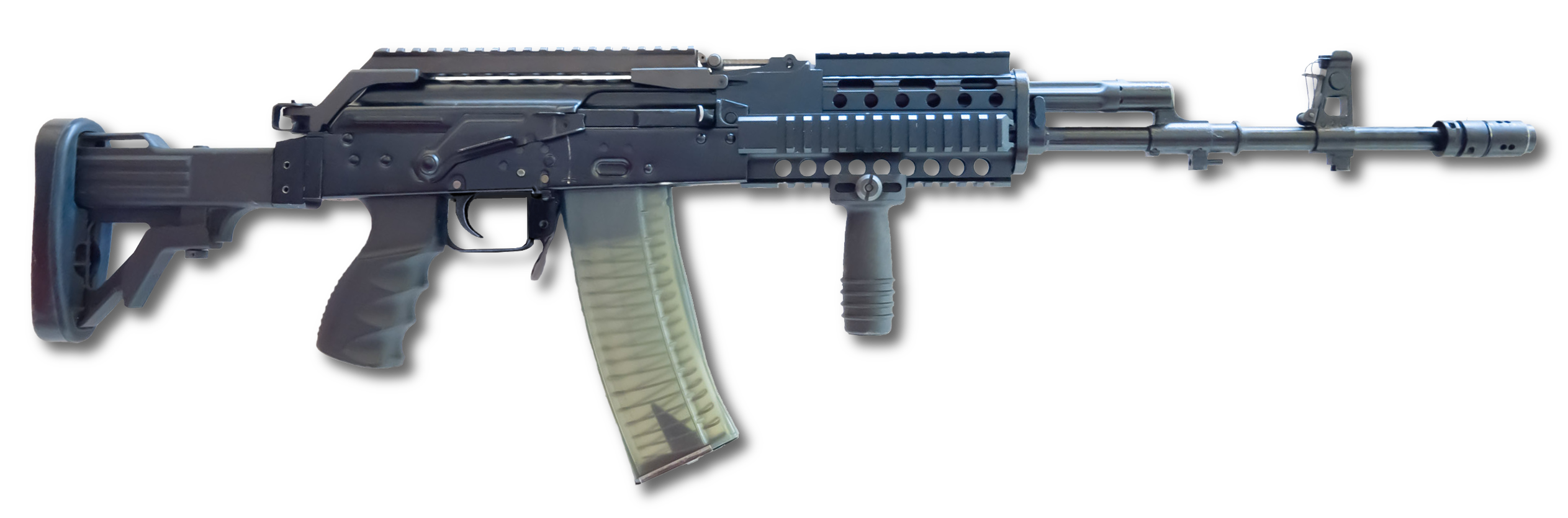
Beryl wz. 96C (version nach 2009)